# Rinat
Rinat (hebräisch: רִינָת, tatarisch/baschkirisch/kasachisch: Ринат) ist ein weiblicher und männlicher Vorname.

## Herkunft und Bedeutung
Der hebräische Name ist eine Variante von Rina.
Der tatarische, baschkirische und kasachische Name ist eine Form von Renat.

## Bekannte Namensträgerinnen
- Rinat Achmetow (* 1966), ukrainischer Unternehmer und Politiker tatarischer Herkunft
- Rinat Faisrachmanowitsch Dassajew (* 1957), sowjetischer und russischer Fußballspieler tatarischer Herkunft
- Rinat Rifkatowitsch Gilasow (* 1987), russischer Sommerbiathlet

- Rinat Raschidowitsch Ibragimow (* 1986), russischer Eishockeyspieler
- Rinat Ibragimow (Musiker) (1960–2020), russischer Kontrabassist, Dirigent und Musikpädagoge
- Rinat Ibragimow (Judoka) (* 1986), kasachischer Judoka
- Rinat Muchin (* 1994), kasachischer Skilangläufer
- Rinat Shaham (* 1980), israelische Opernsängerin
- Rinat Ischakowitsch Walijew (* 1995), russischer Eishockeyspieler